# Colom verdós de Buru
El colom verdós de Buru (Treron aromaticus) és una espècie d'ocell de la família dels colúmbids (Columbidae) que habita els boscos de Buru i petites illes del Mar de Flores. Considerat sovint una subespècie de Treron pompadora.